# دلباخته (فیلم ۲۰۱۴)
دلباخته (به انگلیسی: Lovesick) یک فیلم کمدی ۲۰۱۴ آمریکا به کارگردانی Luke Matheny و نوشته شده توسط دین یانگ است. ستاره فیلم مت له بلانک و الی لارتر می‌باشد.این فیلم در فوریه ۲۰۱۵ منتشر شد.

## خلاصه
فیلم دربارهٔ زندگی چارلی داربی است که به هرچیزی می‌خواسته رسیده: شغل خوب، دوستان خوب و... تنها چیزی که کم دارد عشق است. زیرا هر وقت برای عاشق شدن پیش قدم می‌شود دیوانه می‌شود، اما یکبار که با دختری فوق‌العاده آشنا می‌شود تصمیم میگرد این عادتش را کنار بگذارد و...

## بازیگران
- مت لبلانک به عنوان چارلی داربی
- الی لارتر به عنوان مولی
- ریچل هریس به عنوان روبرتا
- چوی چیس به عنوان Lester
- Ashley Williams
- Kristen Johnston
- Lauren post وارنر به عنوان تیمی کلارک

## انتشار
Lovesick برای اولین بار در آوریل ۲۰۱۴ به نمایس درآمد.

## بازخورد
دلباخته نظرات منفی را از منتقدان دریافت کرد و از اکثریت منتقدان نمرات بسیار ضعیفی را دریافت کرد.